# حادث قطار أمريتسار الهند 2018
حادث قطار في أمريتسار، بإقليم البنجاب، في شمال الهند يوم 19 أكتوبر 2018 وأسفر الحادث عن مقتل ما لا يقل عن 60 شخصاً، بعدما دهسهم قطار مُسرع.
نقلت شبكة إيه بي سي نيوز الأمريكية عن القيادي في حزب «المؤتمر الوطني الهندي» براتاب سينج باجوا قوله إن الضحايا كانوا محتشدين على قضبان السكة الحديدية لمشاهدة الألعاب النارية التي أطلقت خلال احتفال بمناسبة دينية، مشيرًا إلى أنهم لم يلحظوا قدوم القطار الذي لم يتمكن من الوقوف حتى بعد وقوع الحادث.

## وصلات خارجية
- (سكاي نيوز عربي): قطار يدهس عشرات الأشخاص في مهرجان هندوسي